# 양태 (기호학)
양태 (modality, 樣態) 혹은 양상은 기호학에서 특정한 방법으로 정보를 부호화하여 보여주는 방식을 말한다. 예를 들어 어떤 실재의 상태를 어떤 그림이나, 문자의 기호로 나타낼 때 그 기호의 종류를 말한다. 찰스 퍼스가 주장한 기호학 이론에서 보다 잘 설명되고 있는데 퍼스 모델에서는 하나의 기호는 재귀적으로 다른 기호에 의해 해석될 때 어떤 오브제에 대한 참조를 가지게 되는데 그 의미의 개념을 알게 되면 그 기호가 어떤 종류인지 알 수 있다.

## 매체과 양태
매체(media)와 양태(modality)는 다음과 같이 구분될 수 있다.
- 문자(Text)는 자연어의 양태를 나타내기 위한 매체이다.
- 이미지는 매체이자 양태이다.
- 음악은 소리 매체를 위한 양태이다.

따라서 양태는 정보가 저장되어 나타나는 표현 양식 혹은 정보가 가진 특정한 형식을 말한다.

## 같이 보기
- 통사론
- 화용론

## 참고자료
- Barthes, Roland. Elements of Semiology. (Translated by Annette Lavers & Colin Smith). London: Jonathan Cape. ([1964] 1967)
- Barthes, Roland. "The Rhetoric of the Image" in Image, Music, Text, (Translated by Stephen Heath). Hill and Wang. (1977)
- Daniel Chandler. (2001/2007). Semiotics: The Basics. London: Routledge.